# サンフランシスコ・ベイエリア映画批評家協会
サンフランシスコ・ベイエリア映画批評家協会（San Francisco Bay Area Film Critics Circle, 略称: SFBAFCC）は、アメリカ合衆国カリフォルニア州サンフランシスコの映画評論家、ジャーナリストの団体である。2002年に設立された。以前の名称はサンフランシスコ映画批評家協会（San Francisco Film Critics Circle, 略称: SFFCC）。

## サンフランシスコ・ベイエリア映画批評家協会賞
協会は毎年、サンフランシスコ・ベイエリア映画批評家協会賞（San Francisco Bay Area Film Critics Circle Awards）を開催している。

### 部門
- 主演男優賞
- 主演女優賞
- 監督賞
- 作品賞
- アニメ映画賞（2009年 - ）
- 外国語映画賞
- ドキュメンタリー映画賞
- オリジナル脚本賞（2006年 - ）
- 脚色賞（2006年 - ）
- 助演男優賞
- 助演女優賞

#### 廃止されたもの
- 脚本賞（2004年 - 2005年）

### 授賞式
- 2002年 - 第1回
- 2003年 - 第2回
- 2004年 - 第3回
- 2005年 - 第4回
- 2006年 - 第5回
- 2007年 - 第6回
- 2008年 - 第7回
- 2009年 - 第8回
- 2010年 - 第9回
- 2011年 - 第10回
- 2012年 - 第11回
- 2013年 - 第12回
- 2014年 - 第13回
- 2015年 - 第14回
- 2016年 - 第15回
- 2017年 - 第16回
- 2018年 - 第17回
- 2019年 - 第18回
- 2020年 - 第19回
- 2021年 - 第20回
- 2022年 - 第21回
- 2023年 - 第22回
- 2024年 - 第23回

### 受賞数統計
6部門受賞
- 『サイドウェイ』（2004）: 主演男優賞、監督賞、作品賞、脚本賞、助演男優賞、助演女優賞[2]

4部門受賞
- 『ミルク』（2008）: 作品賞、監督賞、主演男優賞、オリジナル脚本賞[3]

3部門受賞
- 『ブロークバック・マウンテン』（2005）: 主演男優賞、監督賞、作品賞[4]
- 『リトル・チルドレン』（2006）: 作品賞、脚色賞、助演男優賞[5]
- 『ツリー・オブ・ライフ』（2011）: 作品賞、監督賞、撮影賞[6]

2部門受賞
- 『ロスト・イン・トランスレーション』（2003）: 主演男優賞、作品賞[7]
- 『ジェシー・ジェームズの暗殺』（2007）: 作品賞、助演男優賞[8]
- 『アウェイ・フロム・ハー君を想う』（2007）: 主演女優賞、脚色賞[9]
- 『レスラー』（2008）: 主演男優賞、助演女優賞[10]
- 『ダークナイト』（2008）: 助演男優賞、撮影賞[11]
- 『ハート・ロッカー』（2009）: 作品賞、監督賞[12]
- 『英国王のスピーチ』（2010）: 主演男優賞、オリジナル脚本賞[13]